# Bourkhanisme
 (février 2017).
Si vous disposez d'ouvrages ou d'articles de référence ou si vous connaissez des sites web de qualité traitant du thème abordé ici, merci de compléter l'article en donnant les références utiles à sa vérifiabilité et en les liant à la section « Notes et références ».

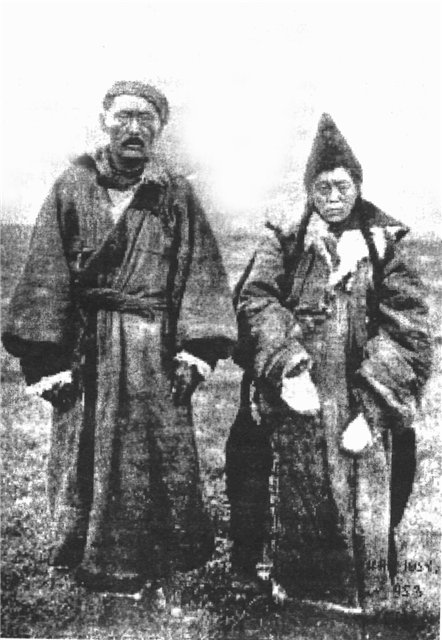
Chet et Kul Chelpanov, couple à l'origine du mouvement.

Le bourkhanisme également appelé en altaï Ak Jang (Ак јаҥ) est une religion qui fut pratiquée principalement dans l'oblast autonome du Haut-Altaï, en Russie, entre 1904 et les années 1930. La Russie tsariste était suspicieuse du potentiel qu'avaient ces pratiquants de provoquer des révoltes autonomistes et de l'aide qu'ils auraient pu se procurer de l'extérieur, notamment dans les courants nationalistes turcs sibériens.

## Texte
L'épopée chantée de Altaj-Buučaj (Altaj-Buučaj signifiant en mongol « tireur habile de l’Altaï »), un baatyr (« chevalier » en altaïen), reprend la mission de l'envoyé de Burhan (« bouddha ») dans le bourkhanisme, décrivant un messie qui les protège de l'invasion russe, intègre des éléments des différentes religions de la région (chamanisme, bourkhanisme, bouddhisme, orthodoxie) tout en les transformant.

## Histoire
Le mouvement est fondé en 1904 par Chet Chelpanov (russe : Чет Челпанов)
Le mouvement a pris rapidement de l'ampleur chez les Altaïens, il a été interdit en 1930, en raison de la politique athée de l'Union soviétique.
Initialement millénariste, charismatique et anti-chamanique, le mouvement bourkhaniste a fini par se dissoudre dans les religions altaïques préexistantes.
Le mouvement reprend de l'ampleur dans les années 2010.